# Ryoo Seung-wan
Ryoo Seung-wan (Onyang, 15 dicembre 1973) è un regista, sceneggiatore, attore e produttore cinematografico sudcoreano.

## Biografia
Fratello maggiore di Ryoo Seung-beom, attore molto popolare in Corea del Sud, Seung-wan fa il suo debutto nel 2000 con Die Bad, una raccolta di quattro corti trattanti lo stesso argomento. Da allora i suoi film sono stati presentati in importanti festival come Cannes, Venezia, e Berlino. Il suo The Unjust si è aggiudicato il primo premio ai Blue Dragon Film Awards del 2011.

## Filmografia

### Regista
- Die Bad (2000)
- No Blood, No Tears (2002)
- Crying Fist (2004)
- Arahan (2005)
- If You Were Me 2, segmento: Hey, Man (2005)
- The City of Violence (2006)
- Dachimawa Lee (2008)
- Crazy Lee (2008)
- The Unjust (2010)
- The Berlin File (2013)
- Veteran (2015)
- The Battleship Island (2017)
- Fuga da Mogadiscio (Mogadisyu) (2021)
- Smugglers (Milsu) (2023)
- Beterang 2 (2024)

### Sceneggiatore
- No Blood No Tears (2002)
- Crying Fist (2004)
- Arahan (2005)
- The City of Violence (2006)
- Dachimawa Lee (2008)
- The Berlin File (2013)
- Veteran (2015)
- The Battleship Island (2017)
- Fuga da Mogadiscio (Mogadisyu) (2021)
- Smugglers (Milsu) (2023)
- Beterang 2 (2024)

### Attore
- Die Bad (2000)
- Oasis (2002)
- Mr. Vendetta (2002)
- Lady Vendetta (2005)
- The City of Violence (2006)
- Top Star (Topseuta) (2013)
- Gyeongju (2014)